# Liv Westphal
Liv Westphal (ur. 22 grudnia 1993) – francuska lekkoatletka specjalizująca się w biegach długodystansowych.
W 2011 zajęła 11. miejsce w biegu na 5000 metrów podczas mistrzostw Europy juniorów, a rok później zajęła tę samą lokatę w finale 3000 metrów na juniorskich mistrzostwach Europy. Czwarta zawodniczka biegu na 5000 metrów podczas młodzieżowych mistrzostw Starego Kontynentu (2013). Dwa lata później, na tej samej imprezie, zdobyła złoty medal. Wicemistrzyni Europy w biegach przełajowych w drużynie seniorek (2015).

## Osiągnięcia
| Rok  | Impreza                                   | Miejsce   | Konkurencja         | Lokata      | Wynik    |
| ---- | ----------------------------------------- | --------- | ------------------- | ----------- | -------- |
| 2011 | Mistrzostwa Europy juniorów               | Tallinn   | bieg na 5000 metrów | 11. miejsce | 17:23,42 |
| 2012 | Mistrzostwa świata juniorów               | Barcelona | bieg na 3000 metrów | 11. miejsce | 9:24,10  |
| 2012 | Mistrzostwa Europy w biegach przełajowych | Budapeszt | bieg juniorek       | 12. miejsce | 14:08    |
| 2013 | Młodzieżowe mistrzostwa Europy            | Tampere   | bieg na 5000 metrów | 4. miejsce  | 16:08,85 |
| 2013 | Mistrzostwa Europy w biegach przełajowych | Belgrad   | bieg młodzieżowców  | 6. miejsce  | 20:21    |
| 2015 | Młodzieżowe mistrzostwa Europy            | Tallinn   | bieg na 5000 metrów | 1. miejsce  | 15:30,61 |
| 2015 | Mistrzostwa Europy w biegach przełajowych | Hyères    | bieg seniorek       | 20. miejsce | 26:47    |
| 2015 | Mistrzostwa Europy w biegach przełajowych | Hyères    | drużyna seniorek    | 2. miejsce  |          |
| 2016 | Mistrzostwa Europy w biegach przełajowych | Chia      | bieg seniorek       | 9. miejsce  | 25:47    |
| 2017 | Superliga drużynowych mistrzostw Europy   | Lille     | bieg seniorek       | 4. miejsce  | 15:34,73 |

## Rekordy życiowe
- Bieg na 3000 metrów (stadion) – 9:15,33 (2019)
- Bieg na 3000 metrów (hala) – 9:08,99 (2015)
- Bieg na 5000 metrów – 15:28,71 (2015) rekord Francji młodzieżowców
- Bieg na 10 000 metrów – 32:02,38 (2019)